# Eupithecia mejala
Eupithecia mejala là một loài bướm đêm trong họ Geometridae.